# Bélgica en los Juegos Paralímpicos de Tel Aviv 1968
Bélgica estuvo representada en los Juegos Paralímpicos de Tel Aviv 1968 por un total de 26 deportistas, 21 hombres y cinco mujeres.

## Medallistas
El equipo paralímpico belga obtuvo las siguientes medallas:
| Nombre                    | Deporte                    | Evento                                     |
| ------------------------- | -------------------------- | ------------------------------------------ |
| Oro                       |                            |                                            |
| —                         |                            |                                            |
| Plata                     |                            |                                            |
| Lampo                     | Natación                   | 50 m braza clase 5 (cauda equina) femenino |
| Richard de Zutter         | Tenis de mesa              | Individual C masculino                     |
| Richard de Zutter Stevens | Tenis de mesa              | Dobles C masculino                         |
| Bronce                    |                            |                                            |
| Wilfred Van Brauene       | Esgrima en silla de ruedas | Sable individual masculino                 |
| Lampo                     | Tenis de mesa              | Individual C femenino                      |
| Bruyndonck Lampo          | Tenis de mesa              | Dobles C femenino                          |